# Naotaro Moriyama

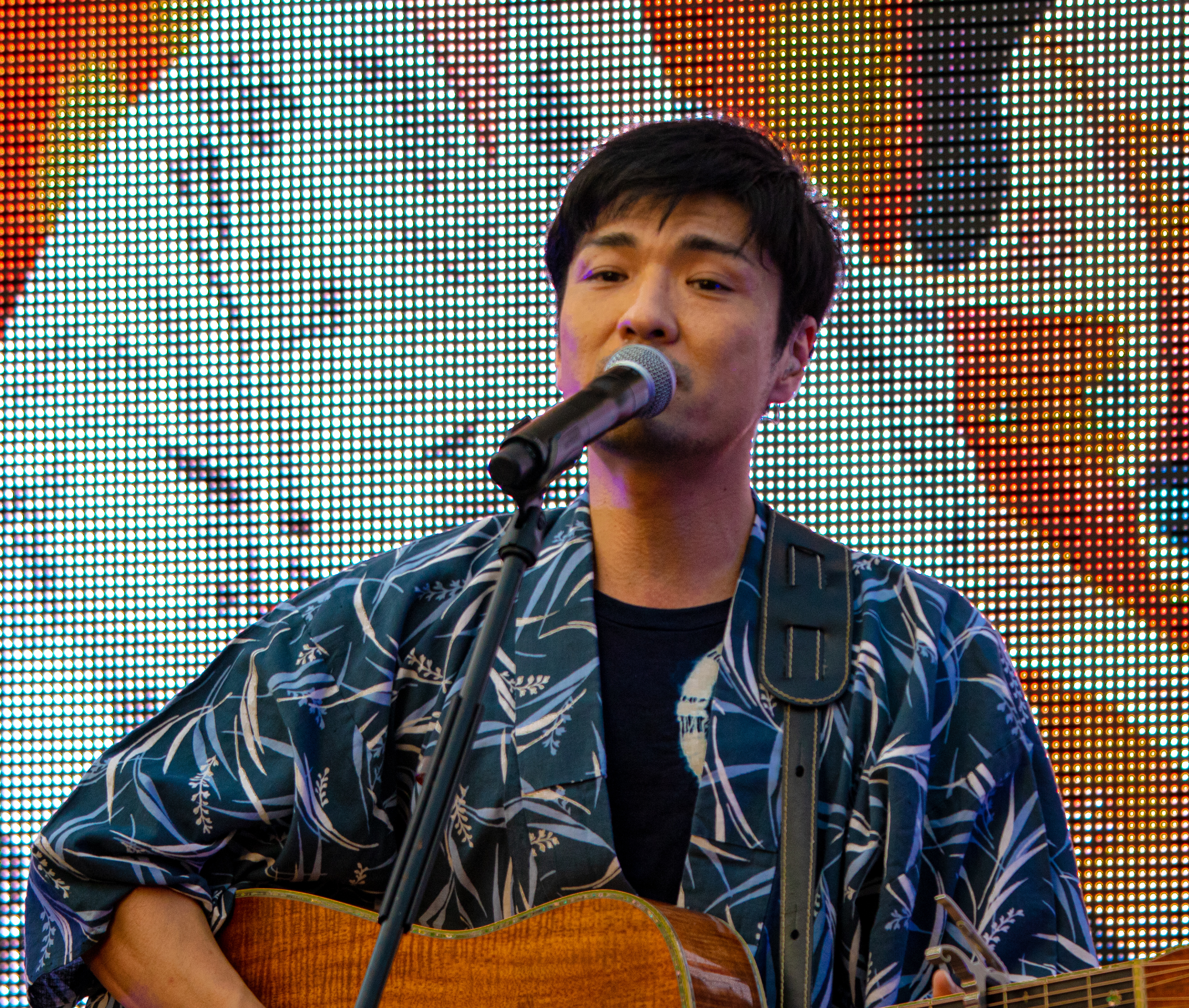
Imagem do cantor japonês Naotaro Moriyama.

Naotarō Moriyama (森山直太朗, Moriyama Naotarō, Tóquio, 23 de abril de 1976) é um cantor japonês.

## Biografia
Filho da cantora de folk, Ryoko Moriyama, Naotaro cresceu ao redor da música. Durante a infância e adolescência seu principal hobby era jogar futebol, esporte que admira.
Quando entrou na faculdade, Naotaro passou a ter interesse em tocar violão, criando assim suas primeiras composições. Começa a se apresentar em pequenos lugares como: bares, ruas ou outras minúsculas salas de concerto de Tokyo.
Sua carreira, especificamente, se inicia em 2002 quando ele lança seu primeiro trabalho, "Naotarô", lançado pela NNR. O álbum não chamou muito atenção dos apreciadores da música, mas após numerosos meses de trabalho, Naotaro lança em 2003, uma música que se tornaria um dos seus maiores sucessos: Sakura, já com uma grande gravadora, "Universal Music Japan". "Sakura" teve um grande reconhecimento, vendendo mais de cem mil cópias. Outras produções foram lançadas depois, no dia 16 de novembro de 2005 por exemplo, Naotaro lança um novo single chamado "Kazahana", tema de uma novela no Japão, Kaze No Haruka, o single teve cerca de 30 mil cópias vendidas.